# Атония
Атони́я (др.-греч. ἀτονία «расслабленность»; от ἀ «без; не» + τόνος «напряжение») — отсутствие нормального тонуса скелетных мышц и внутренних органов, развивающееся вследствие недостаточности общего питания, расстройств нервной системы, при инфекционных заболеваниях, нарушениях деятельности желёз внутренней секреции. Атония может быть врождённой.
Атоническое состояние может быть обусловлено или недостаточным влиянием нервной системы на сократительные волокна какого-нибудь образования (например, атония сосудистых стенок вследствие паралича вазомоторных нервов) или размягчением, разрыхлением и исчезанием поражённой ткани. В большинстве случаев эти причины существуют одновременно. При лечении атонического состояния нужно обратить прежде всего внимание на общее укрепление тела, с какой целью можно применить постоянный электрический ток, не говоря уже о надлежащем питании и методическом укреплении организма возбуждающими и укрепляющими средствами.
Слово «атония» употребляется также в смысле «утомление, усталость».